# مولگا (آلاباما)
مولگا (به انگلیسی: Mulga) شهری در شهرستان جفرسون ایالت آلاباما است که مساحت آن ۱٫۵۹ کیلومتر مربع است و در سرشماری سال ۲۰۱۰ میلادی، ۸۳۶ نفر جمعیت داشته و تراکم جمعیتی آن، ۵۲۵٫۷۹ نفر در هر کیلومتر مربع بوده است.